# Turzyca włosowata
Turzyca włosowata (Carex capillaris L.) – gatunek rośliny z rodziny ciborowatych. Występuje w Europie, Azji, Ameryce Północnej oraz Maroku. W Polsce jest gatunkiem rzadkim; rośnie tylko w Sudetach i Karpatach.

## Morfologia
PokrójRoślina kępkowa.
ŁodygaGładka, o wysokości 5-20 cm.
LiścieŻywozielone, o szerokości 1,5-2 mm.
KwiatyZebrane w 3-4 długoszypułkowe kłosy. Kłos szczytowy męski, długości 5-10 mm. Kłosy żeńskie 6-8-kwiatowe, długości 8-12 mm, jajowate, zwisające na włosowatych szypułkach. Przysadki tępe, brunatne, białe na brzegu, krótsze od pęcherzyków.
OwoceOrzeszki zamknięte w pęcherzykach. Pęcherzyki jajowatoeliptyczne, gładkie, lśniące, o długości 3 mm, z dzióbkiem.

## Biologia i ekologia
Bylina, hemikryptofit. Rośnie na skałach i murawach wapiennych. Kwitnie w czerwcu. Gatunek charakterystyczny eutroficznych młak niskoturzycowych z rzędu Caricetalia davallianae. Liczba chromosomów 2n = 54.

## Zagrożenia i ochrona
Roślina umieszczona na polskiej czerwonej liście w kategorii VU (narażony).